# Păduroiu din Vale, Argeș
Păduroiu din Vale este un sat în comuna Poiana Lacului din județul Argeș, Muntenia, România.